# Treviso Foot-Ball Club 1921-1922
Questa voce raccoglie le informazioni riguardanti il Treviso Foot-Ball Club nelle competizioni ufficiali della stagione 1921-1922.

## Stagione
Nell'anno della scissione il Treviso avrebbe dovuto partecipare al campionato di Promozione.
Con la fuga in Confederazione Calcistica Italiana di Padova, Venezia. Verona e Vicenza gli organici di Prima Categoria per le qualificazioni venete si erano troppo ridotti e le iscritte per la stagione 1921-1922 erano solo 5.
Fu per questo motivo che il Comitato Regionale Veneto, così come aveva già fatto per la stagione 1919-1920, indisse uno spareggio di qualificazione fra le retrocesse della stagione precedente e le evantuali richiedenti della Promozione 1920-1921, fermo restando l'obbligo stabilito dalla FIGC di non passare le 6 unità.
Superato lo spareggio che fu disputato a Padova, il Treviso arriva quarto nel girone veneto raccogliendo in 10 partite solo nove punti (3 vittorie, 3 pareggi e 4 sconfitte).
Raggiunta l'intesa fra CCI e FIGC e sottoscritto il Compromesso Colombo, il Treviso non ha diritto all'ammissione diretta alla nuova Prima Divisione ed è perciò incluso negli spareggi salvezza/promozione che la videro soccombere dopo aver battuto al primo turno il Parma, per poi perdere il doppio scontro con il 
Derthona.
Il Treviso prende parte alla prima edizione della Coppa Italia, e, dopo aver passato il primo turno riposando, viene eliminato al secondo turno dalla Forti e Liberi di Forlì.

## Maglia
| Casa |

## Rosa
| N. |  | Ruolo | Calciatore |
| -- |  | ----- | ---------- |

| N. |  | Ruolo | Calciatore |
| -- |  | ----- | ---------- |

## Risultati

### Prima Categoria

#### Spareggio qualificazione
| Arbitro: | Storer (Venezia) |

|                                                                          |           |              |
| Fadiga 6’ Padovan 70’ Busancano 71’ (rig.) Visentin (I) 75’ Lombardi 77’ | Marcatori | ? 61’ (rig.) |

## Statistiche

### Statistiche di squadra
| Competizione                    | Punti | In casa | In casa | In casa | In casa | In casa | In casa | In trasferta | In trasferta | In trasferta | In trasferta | In trasferta | In trasferta | Totale | Totale | Totale | Totale | Totale | Totale | DR  |
| Competizione                    | Punti | G       | V       | N       | P       | Gf      | Gs      | G            | V            | N            | P            | Gf           | Gs           | G      | V      | N      | P      | Gf     | Gs     | DR  |
| ------------------------------- | ----- | ------- | ------- | ------- | ------- | ------- | ------- | ------------ | ------------ | ------------ | ------------ | ------------ | ------------ | ------ | ------ | ------ | ------ | ------ | ------ | --- |
| Prima Categoria, qualifiche     |       |         |         |         |         |         |         |              |              |              |              |              |              | 1      | 1      | 0      | 0      | 5      | 1      | +5  |
| Prima Categoria (girone veneto) | 9     | 5       | 3       | 2       | 0       | 6       | 4       | 5            | 1            | 0            | 4            | 4            | 15           | 10     | 3      | 3      | 4      | 10     | 19     | -9  |
| Coppa Italia                    |       |         |         |         |         |         |         |              |              |              |              |              |              | 1      | 0      | 0      | 1      | 0      | 4      | -4  |
| Spareggi salvezza               |       | 1       | 0       | 0       | 1       | 0       | 1       | 2            | 1            | 0            | 1            | 2            | 2            | 3      | 1      | 0      | 2      | 2      | 3      | -1  |
| Totale                          |       | 6       | 3       | 2       | 1       | 6       | 5       | 7            | 2            | 0            | 5            | 6            | 17           | 15     | 5      | 3      | 7      | 17     | 27     | +33 |